# Деречей, Евгений Григорьевич
Деречей, Евгений Григорьевич (24.12.1888 г., м. Ратно Ковельского уезда Волынской губернии — 19 марта 1938 г., Московская область, полигон «Коммунарка»), русский и советский учёный в области цветной металлургии, профессор, создатель и первый заведующий кафедры литейного производства МИЦМиЗ. Специалист в области производства слитков и фасонных отливок из бронз, латуней и алюминиевых сплавов, организатор предприятий цветной металлургии в СССР.

## Биография
Евгений Григорьевич Деречей родился в 24 декабря 1888 г. в м. Ратно Ковельского уезда Волынской губернии в семье фельдшера. В 1908 году с золотой медалью окончил гимназию в Бресте и поступил на металлургическое отделение Санкт-Петербургского политехнического института. Получил высшее техническое образование, в 1913 г. окончил институт. Работал инженером на Кольчугинском заводе вплоть до его закрытия в середине марта 1918 года. Опубликовал в газете «Голос труда» (№ 24, 28(15). 03.1918 г.) заметку о событиях на Кольчугинском заводе, приведших к его закрытию.
После закрытия завода Е. Г. Деречей перешёл на работу в правление Госпромцветмета, и с первого же дня здесь принялся хлопотать о том, чтобы завод в Кольчугине был открыт. Ему удалось добиться этого во многом благодаря поддержке С. Н. Ванкова, главного инженера правления, хорошо знавшего возможности завода. Идею немедленного открытия завода поддерживал и председатель правления Н. А. Калмыков, который ещё до революции, пользуясь положением руководителя частной коммерческой компании по производству цветных металлов, сосредоточил на заводе в Кольчугине большие запасы сырья («калмыковская заначка»).
С 1920-х годов преподает в Московской горной академии, читал курс «технологии металлов». В 1923 году — секретарь металлургического факультета академии, с 1925 года — заместитель декана металлургического факультета, котором тогда был Н. П. Чижевский. В 1926 году — заведующий металлургическим музеем МГА. Занимал должности члена совета, члена правления, члена президиума металлургического факультета. После разделения в 1930 году МГА на шесть самостоятельных вузов остается работать в Московском институте цветных металлов и золота им. Калинина.
В 1930-37 годах Е. Г. Деречей создал и возглавлял кафедру литейных процессов МИЦМиЗ, профессор с 1930 г. Под его руководством на кафедре были созданы технологические процессы производства слитков и фасонных отливок из бронз, латуней и алюминиевых сплавов. Решению этой задачи способствовала написанная им монография «Производство сплавов цветных металлов».
Организатор предприятий цветной металлургии в СССР, активный участник работ по внедрению кольчуг-алюминия в производство. Занимал должность главного инженера Главного управления цветных металлов, в этом качестве приглашался на совещание по развитию предприятий цветной металлургии в Кремль к И. В. Сталину, о чём имеется запись в книгах учёта посещений от 20 июня 1934 года.
Проживал по адресу г. Москва, ул. Беговая, д. 8, кв. 57.
Арестован органами НКВД СССР 4 января 1938 г. по обвинению в том, что «являлся участником антисоветской организации и был связан с разведывательными органами иностранного государства. По заданиям антисоветской организации и одной из иностранных разведок проводил вредительство в цветной металлургии СССР». Подписан к репрессии по первой категории (расстрел) в списке «Москва-центр» от 5 марта 1938 на 218 чел., № 55, по представлению нач. 8-го отдела ГУГБ НКВД В. Е. Цесарского. Подписи: «За». Сталин, Молотов, Ворошилов, Жданов.
Приговорен ВКВС СССР 19 марта 1938 по обвинению в участии в антисоветской террористической организации. Расстрелян и похоронен на полигоне «Коммунарка» (Московская область) 19 марта 1938.
Е. Г. Деречей реабилитирован 25 апреля 1956 г.

## Избранные труды[8]

### Монографии и учебники
- Енишерлов П. Н., Деречей Е. Г. Металл : Учеб. пособие для шк. фабрич.-заводск. ученичества / П. Н. Енишерлов и Е. Г. Деречей. — М. ; Л. : Гос. изд., 1925.
- Деречей Е. Г., Горбунов В. С. Рабочий справочник «Общие свойства металлов» / Инж. Е. Г. Деречей и В. С. Горбунов; Рабочая ред.: токарь Данилов, Г. С. ГАЗ № 1, слесарь Щербаков, Ф. Н. Общ. ред. инж. В. А. Тилле. — М. : ЦКВСРМ, 1926.
- Цветные металлы … : Т. 1- / Под общ. ред. Е. Г. Деречей. Т. 2: , Технология цветных металлов и сплавов : Вып. 2 / Составили: Ю. К. Баймаков, П. С. Истомин, И. Л. Перлин, Б. Ф. Хизингер, И. Н. Хренов, Н. С. Цамутали. — 1931.
- Деречей Е. Г. Производство сплавов цветных металлов / Е. Деречей. — Москва ; Ленинград : Цветметиздат, 1932.
- Высококачественные цветные сплавы : [Сборник] … : Вып. 1- / Под ред. проф. Е. Г. Деречея. — Москва ; Ленинград : Цветметиздат, 1933.
- Левитин С. Н., Деречей Е. Г., Самойлович Я. Б. Пути экономии цветных металлов / С. Н. Левитин, Я. Б. Самойлович, Е. Г. Деречей; Под ред. Е. Г. Деречея [Предисл.: С. Анфилофиев] Ин-т пром.-экон. исследований Наркомтяжпрома. — Москва ; Ленинград : Цветметиздат, 1933.
- Высококачественные цветные сплавы : [Сборник] : [Учеб. пособие для металлургич. втузов НКТП] .. / Под ред. проф. Е. Г. Деречей … — Москва ; Ленинград ; Свердловск : Металлургиздат, 1933.
- Сборник статей по обработке цветных металлов / Под ред. Е. Г. Деречей; Всес. науч. инж.-техн. о-во цветной и золото-платиновой пром-сти. — Москва ; Ленинград ; Свердловск : Металлургиздат, 1934.
- Справочник по заменителям и суррогатам цветных металлов : [Сборник статей] … Т. 1- / Под ред. проф. Е. Г. Деречей; НКТП. Комиссия по замене и экономии металлов. — Москва ; Ленинград : Онти. Гл. ред. лит. по цветной металлургии, 1935

### Просветительская и научно-популярная литература
- Деречей Е. Г. Производственные экскурсии и уголки в клубе в связи с поднятием производительности труда / Е.Деречей; С предисл. В.Менжинской Главполитпросвет. Экскурс.-выставоч. секция. — М. : Долой неграмотность, 1925.
- Вирская И. Л., Деречей Е. Г., Жаворонков Б. Н. Наш завод : Рабочая кн. по обществоведению для шк. фабзавуча / И.Вирская, Е.Деречей и Б.Жаворонков. — М. ; Л. : Гос. изд-во, 1926.
- Как работать рабочему-флотаторщику / Под ред. глав. инж. Главцветмет Е. Г. Деречей. — [Москва]; [Ленинград] : Гл. ред. лит. по цветной металлургии, 1935.
- Как работать по заправке и закалке буров для перфораторного бурения / Под ред. глав. инж. Е. Г. Деречей. — [Москва]; [Ленинград] : Глав. ред. лит. по цветной металлургии, 1935.
- Как работать фильтровальщику / Под ред. глав. инж. Главцветмет Е. Г. Деречей. — [Москва]; [Ленинград] : Глав. ред. лит-ры по цветной металлургии, 1935.
- Как работать машинисту электровоза / Под ред. глав. инж. Главцветмет Е. Г. Деречей. — [Москва]; [Ленинград] : Глав. ред. лит-ры по цветной металлургии, 1935.
- Как работать сменному мастеру ватержакетов / Под ред. глав. инж. Главцветмет Е. Г. Деречей. — [Ленинград] : Глав. ред. лит-ры по цветной металлургии, 1935.
- Как работать бурильщику / Под ред. глав. инж. Главцветмет Е. Г. Деречей. — [Москва] : Глав. ред. лит-ры по цветной металлургии, 1935.
- Как работать бригадиру и старшему рабочему дробильного отделения / Под ред. глав. инж. Главцветмет Е. Г. Деречей. — [Ленинград] : ОНТИ. Глав. ред. лит-ры по цветной металлургии, 1935.
- Как работать сменному мастеру конверторов / Под ред. глав. инж. Главцветмет Е. Г. Деречей. — [Ленинград] : Глав. ред. лит-ры по цветной металлургии, 1935.
- Как работать помощнику мастера конверторов / Под ред. глав. инж. Главцветмет Е. Г. Деречей. — [Ленинград] : Глав. ред. лит-ры по цветной металлургии, 1935.
- Как работать рабочему-измельчителю / Под ред. глав. инж. Главцветмет Е. Г. Деречей. — [Москва]; [Ленинград] : Глав. ред. лит-ры по цветной металлургии, 1935.
- Как работать старшему горновому ватержакетов / Под ред. глав. инж. Главцветмет Е. Г. Деречей. — [Ленинград] : Глав. ред. лит-ры по цветной металлургии, 1935.
- Как работать плавильщику отражательной печи / Под ред. глав. инж. Главцветмет Е. Г. Деречей. — [Москва]; [Ленинград] : Глав. ред. лит-ры по цветной металлургии, 1935.
- Как работать старшему загрузчику отражательной печи / Под ред. глав. инж. Главцветмет Е. Г. Деречей. — [Москва]; [Ленинград] : Глав. ред. лит-ры по цветной металлургии, 1935.
- Как работать рабочему на сгустителе Дорра / Под ред. глав. инж. Главцветмет Е. Г. Деречей. — [Москва]; [Ленинград] : Глав. ред. лит-ры по цветной металлургии, 1935.
- Как работать старшему загрузчику ватержакетов / Под ред. глав. инж. Главцветмет Е. Г. Деречей. — [Москва]; [Ленинград] : Глав. ред. лит-ры по цветной металлургии, 1935.